# 宮川安信
宮川 安信（みやがわ やすのぶ、生没年不詳）とは、江戸時代の浮世絵師。

## 来歴
宮川を称していることから宮川長春の門人とされ、作画期は享保から延享にかけての頃とされている。作は井筒屋版による細版の漆絵「松に鷹」の1点が知られる。長春を起りとする宮川派は肉筆画を専門としており、宮川派とされる絵師で木版画の作が知られるのはこの安信だけである。